# Hideaki Motoyama
Hideaki Motoyama (jap. 本山 秀昭, Motoyama Hideaki; * 25. Juli 1969 in der Präfektur Kumamoto; † 29. Juli 2009) war ein japanischer Badmintonspieler.

## Karriere
Hideaki Motoyama studierte an der Japanischen Sporthochschule und gewann für diese die japanischen Studentenmeisterschaften 1989 und 1990 im Herreneinzel und wurde 1991 Zweiter. Bei den Hochschulweltmeisterschaften 1990 gewann er Bronze im Herrendoppel mit seinem Kommilitonen Hitoshi Ōhori, 1992 Bronze im Mixed mit Emiri Hihara. Hideaki Motoyama nahm 1992 im Herreneinzel an Olympia teil. Er konnte sich dabei bis in die zweite Runde vorkämpfen und wurde somit 17. in der Endabrechnung.

## Sportliche Erfolge
| Saison | Veranstaltung                            | Disziplin    | Platz | Name                             |
| ------ | ---------------------------------------- | ------------ | ----- | -------------------------------- |
| 1989   | Japanische Meisterschaften der Studenten | Herreneinzel | 1     | Hideaki Motoyama                 |
| 1990   | Japanische Meisterschaften der Studenten | Herreneinzel | 1     | Hideaki Motoyama                 |
| 1990   | Weltmeisterschaften der Studenten        | Herrendoppel | 3     | Hitoshi Ōhori / Hideaki Motoyama |
| 1991   | Japanische Meisterschaften der Studenten | Herreneinzel | 2     | Hideaki Motoyama                 |
| 1992   | Olympia                                  | Herreneinzel | 17    | Hideaki Motoyama                 |
| 1992   | Weltmeisterschaften der Studenten        | Mixed        | 3     | Hideaki Motoyama / Emiri Hihara  |